# Maye Musk
Maye Musk (née Maye Haldeman; Regina, 19 de abril de 1948) é uma modelo e nutricionista canadense–sul-africana. É mãe de Elon Musk, Kimbal Musk, e Tosca Musk, ela tem trabalhado como modelo por 50 anos, aparecendo em capas de revistas, incluindo a Time. O New York Post a garantiu sua fama conquistada por mérito próprio ao declarar que ela é "uma estrela em seu próprio direito" ("a star in her own right").

## Biografia

### Africa do Sul (1950–1989)
Maye nasceu em 1948 no Saskatchewan, no Canadá, gêmea e uma de cinco filhos. Sua família se mudou para Pretória na Africa do Sul em 1950. Seus pais Winnifred Josephine "Wyn" (Fletcher) e Joshua Norman Haldeman, eram aventureiros e voaram pelo mundo com a família em um avião de hélice em 1952. Por mais de dez anos a família percorreu o deserto de Kalahari em busca da Cidade perdida do Kalahari. Seus pais faziam apresentações de slides e falavam sobre sua jornada, "Meus pais eram muito famosos, mas eles nunca foram esnobes", Maye disse.

## Política
Quando Musk se tornou uma cidadã Americana ela se registrou como Democrata. Porém depois de um Democrata anônimo supostamente ter dito que seu filho "Elon é terrível", ela pensou que o partido era "malicioso e desonesto", e se tornou uma Republicana.  Em outubro de 2024 Musk fez uma postagem no X recomendando que eleitores Republicanos deveriam cometer fraude durante a Eleição presidencial nos Estados Unidos em 2024, votando com nomes falsos múltiplas vezes. Musk foi advertida por advogados que sua postagem era um ato criminoso, e que ela poderia ser processada legalmente por conspiração criminal caso alguém seguisse suas recomendações. Ela então disse aos seguidores que deveriam "ignorar" a postagem.